# Nils Horney
Nils Horney, född 4 september 1895 i Stockholm, död där 3 februari 1977, var en svensk journalist.
Nils Horney var son till muraren Knut August Dihlé och Amanda Horney.
Efter skolgång var Horney under första världskriget utlandsreporter bland annat i Serbien och Grekland för Social-Demokraten, där han var medarbetare 1915–1928, varav 1917–1925 som idrottsredaktör. 1928–1942 var han föreståndare för Svensk-amerikanska nyhetsbyråns stockholmskontor.
Från 1933 var han åter anställd vid Social-Demokraten (senare Morgon-Tidningen) och skrev under andra världskriget reportage från Norge, Finland, Tyskland, Frankrike, Belgien, Italien, Storbritannien, USA, Kanada och Ungern. Horney tog initiativet till Svenska turistföreningens vandrarhem och raststugor och propagerade i tal och skrift för skapandet av friluftsreservat.
1929–1940 var Horney ledamot av Svenska turistföreningens styrelse och 1936–1938 ledamot av Stockholms stads friluftskommitté samt var från 1937 ledamot av statens fritidsutredning, från 1940 av statens fritidsnämnd och från 1944 av Svenska naturskyddsföreningens styrelse.
Horney studerade 1938 på statligt uppdrag och åter 1939 fritidsrörelsen i Storbritannien, Danmark och Norge samt 1930 och 1942 naturreservaten i USA.